# Titus van Rijn

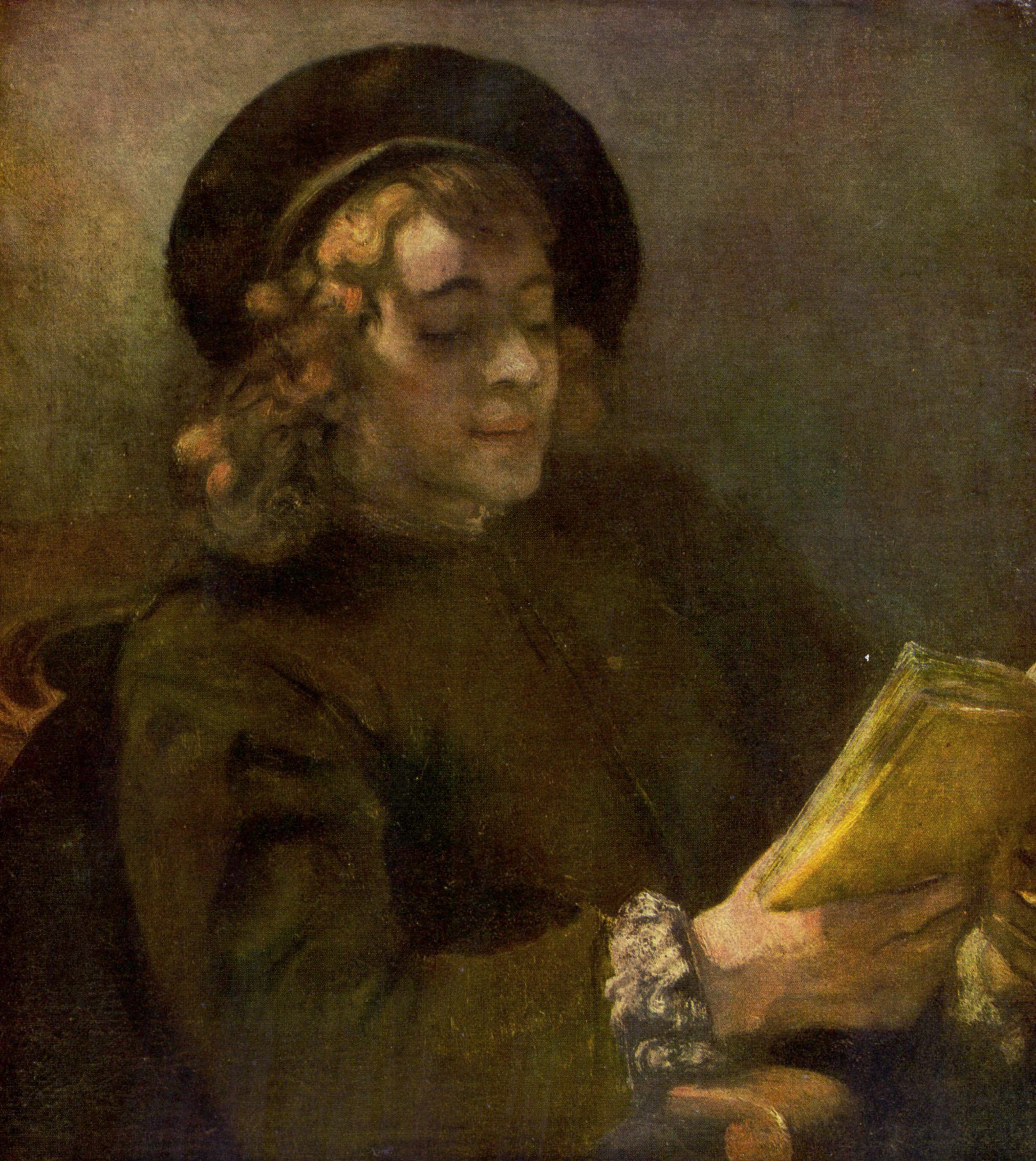
Retrat de Titus (Kunsthistorisches Museum, Viena)

Titus van Rijn (22 de setembre de 1641 – 4 de setembre de 1668) va ser el quart i l'únic fill que va sobreviure de Rembrandt Harmenszoon van Rijn i Saskia van Uylenburgh. Titus va ser model de diverses pintures i estudis fets pel seu pare.
Titus nasqué a Amsterdam. Després de la fallida econòmica de Rembrandt de 1656, Titus i la seva madrastra Hendrickje Stoffels es van encarregar dels assumptes econòmics de Rembrandt i es van convertir en marxants d'art especialitzats en les obres de Rembrandt. Als 15 anys, Titus va fer testament davant la insistència del seu pare, en el qual Rembrabdt era l'únic hereu.
El 1668, Titus es casà amb Magdalena van Loo (1641-1669). La parella va viure a la casa de la mare de Magdalena a Singel. van tenir una filla, Titia (1669-1715), que es va casar amb François van Bijler el 1686.
Titus van Rijn morí el 1668 i va ser enterrat a Westerkerk a Amsterdam. La seva esposa, la seva sogra i el seu pare moriren l'any següent.